# Margaret Abbott
Pour les articles homonymes, voir Abbott.
Margaret Abbott (Calcutta, 15 juin 1878 - Greenwich, Connecticut, 10 juin 1955) est une golfeuse américaine.
En 1900, elle remporte une médaille d'or en golf aux Jeux olympiques de Paris. C'est la première femme américaine médaillée d'or à des Jeux olympiques et la seule de son sport jusqu'à son retour au programme des Jeux de Rio 2016. Mais elle ignore jusqu'à son décès que le concours qu'elle a remporté sur le parcours de Compiègne avait le statut d'épreuve olympique.

## Biographie

### Jeunesse
Margaret Ives Abbott est née le 15 juin 1878 à Calcutta, en Inde,. Elle est la fille de Charles Patterson Abbott, un marchand américain, et de Mary Perkins Ives. Après la mort de son père, quand elle est très jeune, Margaret déménage à Boston avec sa mère et ses frères et sœurs. Lorsqu’elle est adolescente, sa mère devient rédactrice littéraire au Chicago Herald et la famille déménage en Illinois. Étudiante en arts, elle suit, à Paris, les enseignements d’Auguste Rodin et d’Edgar Degas,,.

### Pratique sportive
En 1896, la haute société de Chicago se passionne pour le golf. Dès l’année suivante, Margaret Abbott rejoint le Chicago Golf Club de Wheaton aux côtés de sa mère. Elle est 2 de handicap après un an de golf, et remporte des tournois locaux. Grande et athlétique, elle symbolise l'émergence d’une génération de sportives américaines, qui commencent à s'affranchir des corsets et autres carcans, prémices du grand virage féminin des années 1920. En 1899, elle part pour la France pour un long séjour programmé par sa mère, femme de lettres et éditrice, qui veut visiter l'exposition universelle de Paris et travaille sur un guide de voyage.

#### Participation olympique
C'est sur le parcours de Compiègne, que Margaret Abbott entre dans l’histoire olympique, un fait d'armes dont elle ne sera jamais consciente. Elle pense en effet s'être inscrite à un tournoi quelconque. Les Jeux de la IIe Olympiade débutent à Paris le 14 mai 1900 ; y participent Abbott et sa mère.
Ces Jeux olympiques, les deuxièmes de l'histoire, ne sont pas encore un événement sportif majeur pour les différents États participants. Ils se déroulent sur six mois, sans cérémonie d'ouverture et de clôture, de façon relativement confidentielle, et dans une certaine confusion : ces compétitions sont organisées en marge de l'attraction principale de Paris cette année-là, l'Exposition universelle. De plus, les médailles ne commencent à être distribuées qu'aux Jeux suivants.
De nombreux athlètes ne sont pas au courant que les compétitions auxquelles ils participent, en s'y inscrivant, se déroulent dans ce cadre, encore peu connu, des olympiades,. À l'initiative du gouvernement français et contre l'avis du baron Pierre de Coubertin, des femmes participent, pour la première fois, à certaines compétitions. Elles ne sont que vingt-deux sur les 997 participants connus. Pierre de Coubertin n'y était pas favorable, affirmant : « Le véritable héros olympique est à mes yeux l'adulte mâle individuel. Les Jeux olympiques doivent être réservés aux hommes, le rôle des femmes devrait être avant tout de couronner les vainqueurs ».
En été 1900, Margaret Abbott lit dans un journal une annonce relative à un tournoi de golf amateur ouvert aux femmes. Elle décide de s’y inscrire et encourage ses amis à faire de même. Le 1er septembre au plus tard, Margaret s’acquitte d’un droit d’entrée de 10 francs afin de participer à un « championnat de dames », le « Prix de la ville de Compiègne », qu’elle croit n’être que l’épreuve féminine d’un tournoi international de golf organisé par la Société de sport de Compiègne et devant débuter au plus tôt le 2 octobre et s’achever au plus tard le 9. Les épreuves de golf durent deux jours, mettant en lice trente hommes et treize femmes représentant cinq nations, sur le parcours de Compiègne qui est décrit par la presse américaine comme « un admirable 18 trous et des aménagements parfaits. De nombreux bunkers défendent les trous ; des arbres hauts, d'épais buissons et de hautes herbes rendent le jeu difficile. ». Margaret Abbott décroche son titre olympique sur neuf trous, avec un score de 47,. Elle devient ainsi non seulement la première championne olympique de golf,, mais aussi la troisième femme à remporter un titre olympique, tous sports confondus et la deuxième dans une épreuve féminine,,. En récompense, elle reçoit un bol en porcelaine de Saxe serti d'or ciselé,. Elle déclare à la presse devoir sa victoire au fait que « les Françaises n'avaient pas l'air de savoir ce qu'était le golf, venues jouer en jupe étroite et talons hauts ». Seules des Américaines sont sur le podium de l'épreuve féminine. La mère de Margaret Abbott a elle aussi participé à la compétition et s'est classée septième : c'est la seule épreuve olympique ayant vu la participation d'une mère et de sa fille.

##### Suite et fin de carrière
À Paris, outre ses participations occasionnelles à des tournois de golf, et ses études artistiques, elle rencontre Finley Peter Dunne, qui devient un humoriste américain de renom. Ils se marient en 1902. En 1902 toujours, elle remporte la Coupe Femina, à Paris, un tournoi précurseur des Championnats de France féminins de golf qui débutent en 1908. Puis elle rentre avec son époux à New York. Ils ont quatre enfants : trois fils — dont, en 1908, le futur scénariste hollywoodien Philip Dunne — et une fille. Elle continue à jouer au golf mais, gênée par une douleur chronique au genou due à une chute de bicyclette dans son enfance, elle ne concourt plus sérieusement.

### Décès
Elle meurt le 10 juin 1955 à Greenwich, dans le Connecticut,. À sa mort, même ses enfants ignorent qu'elle est la première Américaine championne olympique. Le fait est mis en exergue ultérieurement par l'historienne du sport Paula Welch, professeure à l'université de Floride et spécialiste de l'histoire olympique, qui, examinant les compétitions et les résultats des Jeux de Paris, prouve que le tournoi de Compiègne qu'elle a gagné a bien fait partie du programme olympique,,.